# Lunds FF
Lunds FF bildades 1941, under namnet Prennegatans IF, som sedan blev IF Stjärnan innan namnet Lunds FF spikades 1944.

## Klubben
Under 2013 (Lunds FF:S 72:a verksamhetsår) hade föreningen 345 medlemmar och deltog med 12 lag i seriespel samt två yngre lag utanför Skånebolls seriesystem. Ca 40 st spelar i något av seniorlagen och ca 250 i LFF:s många knatte- eller ungdomslag. Klubben målsättning är att ha lag i alla ålderskategorier.
Styrelsen består av Nino Simic (ordf.), Lars Renman (v. ordf.), Maarten Ellmer (sekr.), Roger Hildingsson (v. sekr.), Barbro Rehnman (Kassör) med Kjell Åkerblom och Shirin Ghanfili som suppleanter.

## A-Laget
Efter att ha varit ett stabilt division 5 lag i många år under 00-talet trillade laget ner i division 6 efter säsongen 2016 och kom året därefter på en fjärdeplats. Laget avancerade efter kvalspel 2020 till spel i division 5 under säsongen 2021 men föll åter tillbaka till division 6 Sydvästra inför säsongen 2022.  

## Övrigt
Karl-Erik "Ledde" Lundberg, fotbollsartist och gatumålare, var en av fyra tonårskillar som startade Lunds FF (Prennegatans IF). "Ledde" avled 1992. Kuriosa är också boken, nyckelromanen Hövdingen av Per Wahlöö, den kom 1959 med titeln Himmelsgeten som i andraupplagan blev bättre säljande än Hövdingen. Romanen handlar om Lunds FF, "hövdingen" Helge Wramhagen och om Lund på 1940- och -50-talet. Per Wahlöö gjorde succé som deckarförfattare och läses med behållning än. Han var sekr i Lunds FF 1949-51. Det han var med om i lilla LFF har med konstnärlig frihet blivit en läsvärd idrottsroman. Fast Wahlöö själv tyckte att den handlade lika mycket om samhällskritik från vänster.
Efter 45 år som sekreterare och på väg att trappa ner lite grand, tog Allan Jönsson på sig att väljas som ordförande vid årsmötet i december 2008. Det fanns ingen annan att tillgå, och var det någon som alltid så långt timmarna räcker till är villig att ställa upp och vara närvarande för LFF så var det Allan, född 1940. LFF:s allt-i-Allan som han också kallades. Allan Jönsson avled, 76 år gammal, i början av 2017 och är en LFF legend med sina 422 matcher i klubben.    